# Чурин, Александр Иванович
Александр Иванович Чурин (11 октября 1907 — 5 июля 1981) — советский промышленный и государственный деятель. Герой Социалистического Труда (1951). Первый заместитель министра среднего машиностроения СССР (1957—1963 и 1965—1970, с 1963 по 1965 — первый заместитель председателя ГК по среднему машиностроению СССР).

## Биография
Родился 11 октября 1907 года в посёлке Брянский. С 10 лет работал учеником слесаря. В 1923—1926 годах трудился кочегаром и электромонтером в шахте. 
В 1933 году закончил ЛЭТИ ( Ленинградский электротехнический институт им. В.И. Ульянова (Ленина).
В 1932—1946 гг. — в системе «Уралэнерго»: работал начальником цеха на Салдинском металлургическом заводе Свердловской области, с 1944 года главный инженер «Свердловэнерго». В 1946—1953 гг. — директор строящегося предприятия атомной промышленности (г. Свердловск-44); в 1953—1955 гг. — директор комбината «Маяк» (г. Челябинск-40); в 1955—1957 гг. — директор Сибирского химического комбината (г. Северск); в 1957—1963 гг. — первый заместитель министра среднего машиностроения СССР; в 1963—1965 гг. — первый заместитель председателя Государственного комитета по среднему машиностроению СССР, сотрудник Госкомитета СССР по науке и технике, депутат Верховного Совета РСФСР, персональный пенсионер союзного значения.
В годы Великой Отечественной войны когда «Уралвагонзавод» стал основой центра танковой промышленности, созданного в труднейших условиях военного времени. А. И. Чурин обеспечил бесперебойное снабжение электроэнергией производства, участвовал в решении производственных вопросов.
В октябре 1946 года обратился в Первое Главное управление при Совете Министров СССР с письмом о необходимости создания научного центра на комбинате. В 1948 году такой центр был создан.
А. И. Чурин является одним из основателей Новоуральска. По его инициативе в городе были построены театр, кинотеатр, стадион и другие сооружения. Новоуральск стал одним из самых красивых и благоустроенных городов Среднего Урала.
За большие заслуги в создании диффузионной промышленности, Указом Президиума Верховного Совета СССР от 8 декабря 1951 года Чурину Александру Ивановичу присвоено звание Героя Социалистического Труда с вручением ордена Ленина и золотой медали «Серп и Молот».
С 1970 года на пенсии. Скончался 5 июля 1981 года. Похоронен на Новокунцевском кладбище Москвы.

## Государственные награды
- Герой Социалистического Труда (1951);
- три ордена Ленина (1951, 1956, 1962);
- три ордена Трудового Красного Знамени (1944, 1945, 1966);
- орден Красной Звезды (1942);
- орден «Знак Почёта» (1943);
- медаль «За трудовое отличие» (1954);
- другие медали;
- лауреат Ленинской премии (1961);
- лауреат двух Сталинских премий (1951, 1953).